# Verhang
Het verhang is het relatieve hoogteverschil van een watergang, uitgedrukt in m/km (meter per kilometer, derhalve een promillage). De verhanglijn is het verhang uitgezet in functie van de lengte van de rivier. Bij een groot verhang snijdt een rivier zich in het landschap in. Bij een gering verhang gaat een rivier kronkelen of meanderen, waardoor het verhang meestal nog kleiner wordt.
Het absolute hoogteverschil heet verval.
Als het verhang {\displaystyle I} constant is, kan het berekend worden door over een afstand {\displaystyle \Delta l} in km het verval {\displaystyle \Delta h} in m te bepalen en dat te delen door de afstand:
{\displaystyle I={\frac {\Delta h}{\Delta l}}}
Zo is het (gemiddelde) verhang van de beek de Geul 4,3 m/km, met een totaal hoogteverschil van 250 meter op een totale lengte van 58000 meter.
Het verhang van een rivier zal in het algemeen niet constant zijn over de lengte van de rivier, maar van plaats tot plaats verschillen. Het verhang op een bepaalde plaats {\displaystyle l} is de afgeleide van de verhanglijn {\displaystyle h(l)}:
{\displaystyle I(l)={\frac {\mathrm {d} h(l)}{\mathrm {d} l}}}
Verhang maakt het mogelijk dat op rivieren gesteveld wordt. Omwille van het drukke scheepvaartverkeer is dat tegenwoordig op de Nederlandse en Belgische rivieren verboden.